# Anderstjärnen (Äppelbo socken, Dalarna)
Anderstjärnen är en sjö i Vansbro kommun i Dalarna och ingår i Göta älvs huvudavrinningsområde.